# Харисиос Папамарку
Харисиос Папамаркос (на гръцки: Χαρίσιος Παπαμάρκου) е виден гръцки общественик и просветен деец от Македония.

## Биография
Роден е в малкото южномакедонско градче Велвендо в 1844 година. Около 1850 година се мести в Атина, където учи философия. След 1866 година започва да се занимава с преподавателска дейност из Македония. До 1869 година учителства в гръцкото училище в Струмица. След това до 1871 година преподава в Солунското гръцко педагогическо училище. Заминава да учи философия и педагогика в Германия. Изучава организацията на много училища в Германия и Швейцария. В 1875 година получава докторска степен по философия от Гьотингенския университет. Завръща се в Солун в 1876 година и организира училището по немски стандарти, които по-късно се разпространяват в Атина, Корфу, Лариса и други. До 1882 година преподава в началното и трикласното училище в Солун. Инспектор е на училищата в Македония. От 1882 година е директор на педагогическото училище на Корфу. От 1883 година е член на 14-членния инспекторат на училищата в Гърция. От следващата 1884 година е директор на Атинското педагогическо училище. Ръководител е на отдела за основно образование в Министерството на образованието и главен инспектор на начални училища от 1889 г. по време на правителството Харилаос Трикупис.

## Трудове
- Παπαμάρκου Χ. 1882. „Περί του νυν προσήκοντος παρ’ ημίν τοις Έλλησι“. Διδασκαλείου Λόγος. Κέρκυρα.
- Παπαμάρκου Χ. 1883. „Εκθέσεις των κατά το 1883 προς επιθεώρησιν των δημοτικών σχολείων αποσταλέντων Εκτάκτων Επιθεωρητών“. Αθήνα.
- Παπαμάρκου Χ. 1883. „Η προκήρυξις περί διαγωνισμού βιβλίων δι εαυτής κρινομένη“. Άρθρο στο περιοδικό „Εκπαίδευσις“, τεύχος 28.
- Παπαμάρκου Χ. 1885. „Περί του σκοπού της εκπαιδεύσεως της Ελληνίδος Νεολαίας“. Κέρκυρα.
- Παπαμάρκου Χ. 1891. „Αλφαβητάριον“ (: για την „αναλυτικοσυνθετική μέθοδο“ στη διδασκαλία της πρώτης Ανάγνωσης: για 1 η φορά στην Ελλάδα)
- Παπαμάρκου Χ. & Γεωργαντάς Φ. 1892. „Αναγνωστικά Β’, Γ’, Δ’ τάξης του Δημοτικού Σχολείου“
- Παπαμάρκου Χ. 1897„Αναγνωστικά των μικρών Ελληνοπαίδων“ (τόμοι 2)
- Παπαμάρκου Χ. 1898. „Αι φιλοσοφικαί και παιδαγωγικαί δοξασίαι του Πολυβίου“. Αθήνα.